# Fosse du Moulin
Ne doit pas être confondu avec Avaleresses du Moulin.
La fosse du Moulin de la Compagnie des mines d'Anzin est un ancien charbonnage du bassin minier du Nord-Pas-de-Calais, situé à Anzin. Les travaux commencent en 1798 à quelques centaines de mètres de la fosse Bleuse Borne dont les travaux ont débuté quinze ans plus tôt. Ses deux puits sont distants l'un de l'autre de vingt-cinq mètres, et ont compté chacun quatorze accrochages. Longtemps cantonnés à l'aérage, les puits de la fosse sont serrementés puis comblés en 1903.
En 1947, le carreau de fosse et ses alentours sont utilisés par le Groupe de Valenciennes pour y construire des maisons de plain-pied. Les deux puits sont mis en sécurité en 1991 et, au début du XXIe siècle, Charbonnages de France matérialise les têtes des puits du Moulin. Le puits Sud est équipé d'un exutoire de grisou. La cité du Moulin a été inscrite le 30 juin 2012 sur la liste du patrimoine mondial de l'Unesco.

## La fosse
En 1790, la Compagnie des mines d'Anzin emploie 4 000 ouvriers et extrait annuellement 3 750 000 quintaux métriques de houille, à l'aide de 37 puits et de douze machines à vapeur, plus de 150 puits ont été creusés depuis l'origine.

### Fonçage
Le fonçage des deux puits de la fosse du Moulin débute en 1798,, à Anzin, quinze ans après les travaux de la fosse Bleuse Borne, sise dans la même commune à 433 mètres au nord-est. Le puits Nord a un diamètre de 260 mètres, est établi à l'altitude de 32 mètres, un cuvelage de nature inconnue, et a atteint le terrain houiller à la profondeur de 77,43 mètres. Le puits Sud, situé à 25 mètres au sud-sud-est, dispose des mêmes caractéristiques.

### Exploitation
En 1821, la fosse Saint-Louis est entreprise à 338 mètres au sud-sud-ouest de la fosse du Moulin.
Sur une carte datée de janvier 1883 représentant les concessions de la Compagnie des mines d'Anzin, les deux puits de la fosse du Moulin sont présentés comme des puits d'aérage et d'épuisement.
Le puits Nord est profond de 353 mètres et ses étages de recette sont établis à 102, 127, 135, 162, 182, 203, 223, 230, 244, 263, 285, 308, 330 et 353 mètres de profondeur. Le puits Sud est profond de 400 mètres et a des accrochages situés aux profondeurs de 102, 127, 135, 162, 182, 203, 223, 244, 263, 285, 308, 330, 360 et 390 mètres.
En 1903, le puits Nord est serrementé à la profondeur de 64 mètres par une voûte en briques, puis remblayé. Le puits Sud est quant à lui serrementé à la profondeur de 68,50 mètres par une voûte en briques et remblayé.

### Reconversion
En 1947, la cité du Moulin est bâtie sur le carreau de fosse et autour, par le Groupe de Valenciennes. Des habitations sont même bâties par-dessus le terril plat no 189, Bleuse Borne plat. La cité est accolée au sud du terril no 189A, Bleuse Borne gros cône.
En 1991, le puits Nord est vidé sur trois mètres de profondeur, à cette occasion, une galerie de 2 × 2 × 3 mètres est découverte. Son entrée est fermée et du béton a été coulé par-dessus pour la combler. Une dalle a été apposée en tête du puits. Le puits Sud est vidé sur 2,50 mètres, et une galerie similaire a été trouvée. Le traitement a été identique.
Au début du XXIe siècle, Charbonnages de France matérialise les têtes des puits du Moulin par des nouvelles plaques. Le BRGM y effectue des inspections chaque année, tous les semestres, sur le remblai et les gaz présents en tête des puits. Le puits Nord est entouré d'une zone d'intervention de quinze mètres de rayon ainsi que d'une zone annulaire complémentaire de 45 mètres de largeur, ce qui constitue une zone de protection totale de 60 mètres de rayon. Le puits Sud est entouré d'une zone d'intervention de quinze mètres de rayon ainsi que d'une zone annulaire complémentaire de dix mètres de largeur, ce qui constitue une zone de protection totale de 25 mètres de rayon. Le puits Sud est équipé d'un évent de décompression, également nommé exutoire de grisou.
La cité du Moulin, répertoriée comme cité témoin par la Mission Bassin minier, fait partie des 353 éléments répartis sur 109 sites qui ont été inscrits le 30 juin 2012 sur la liste patrimoine mondial de l'Unesco. Elle constitue une partie du site no 10.

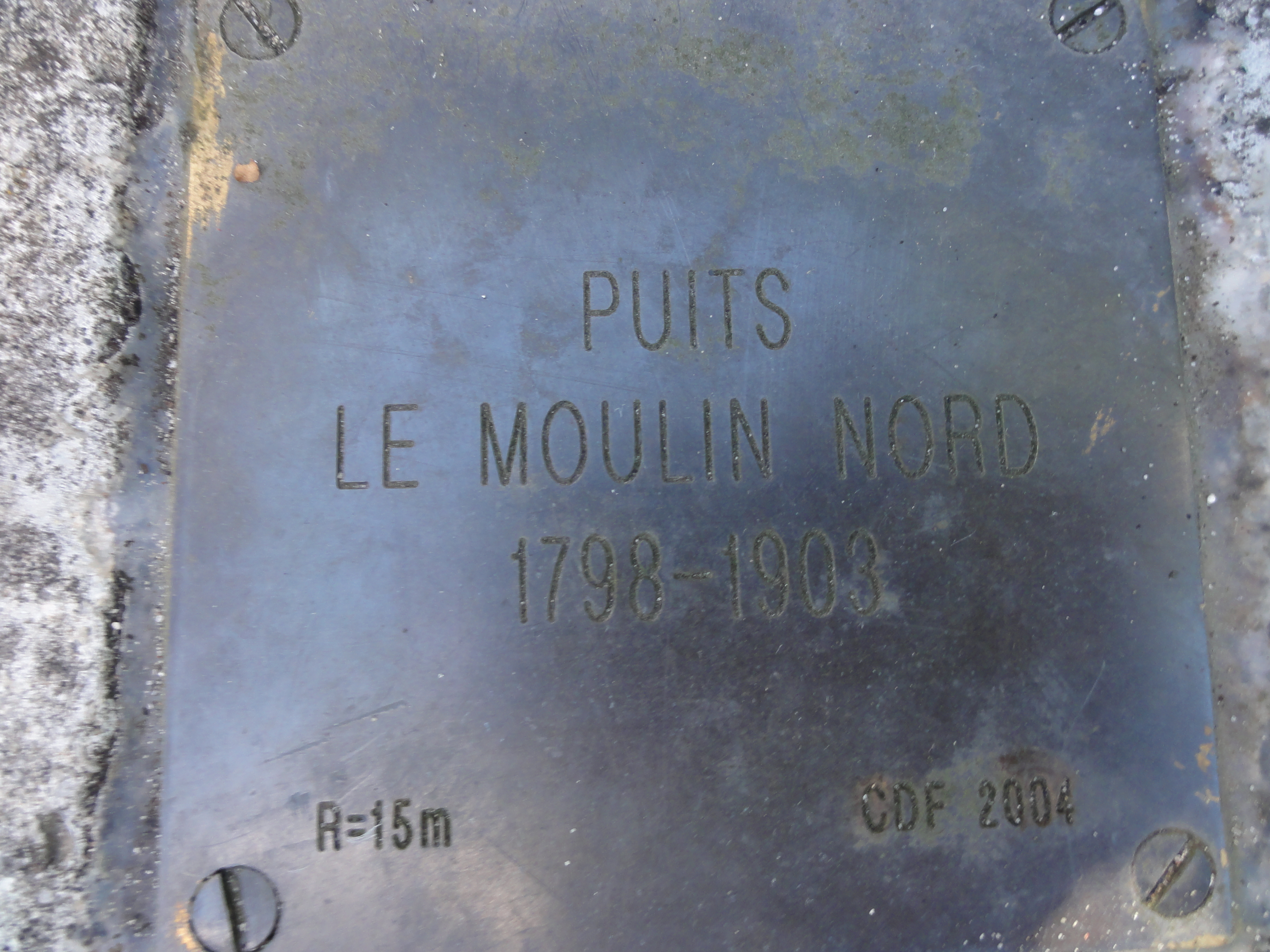
« Puits Le Moulin Nord, 1798-1905 ».
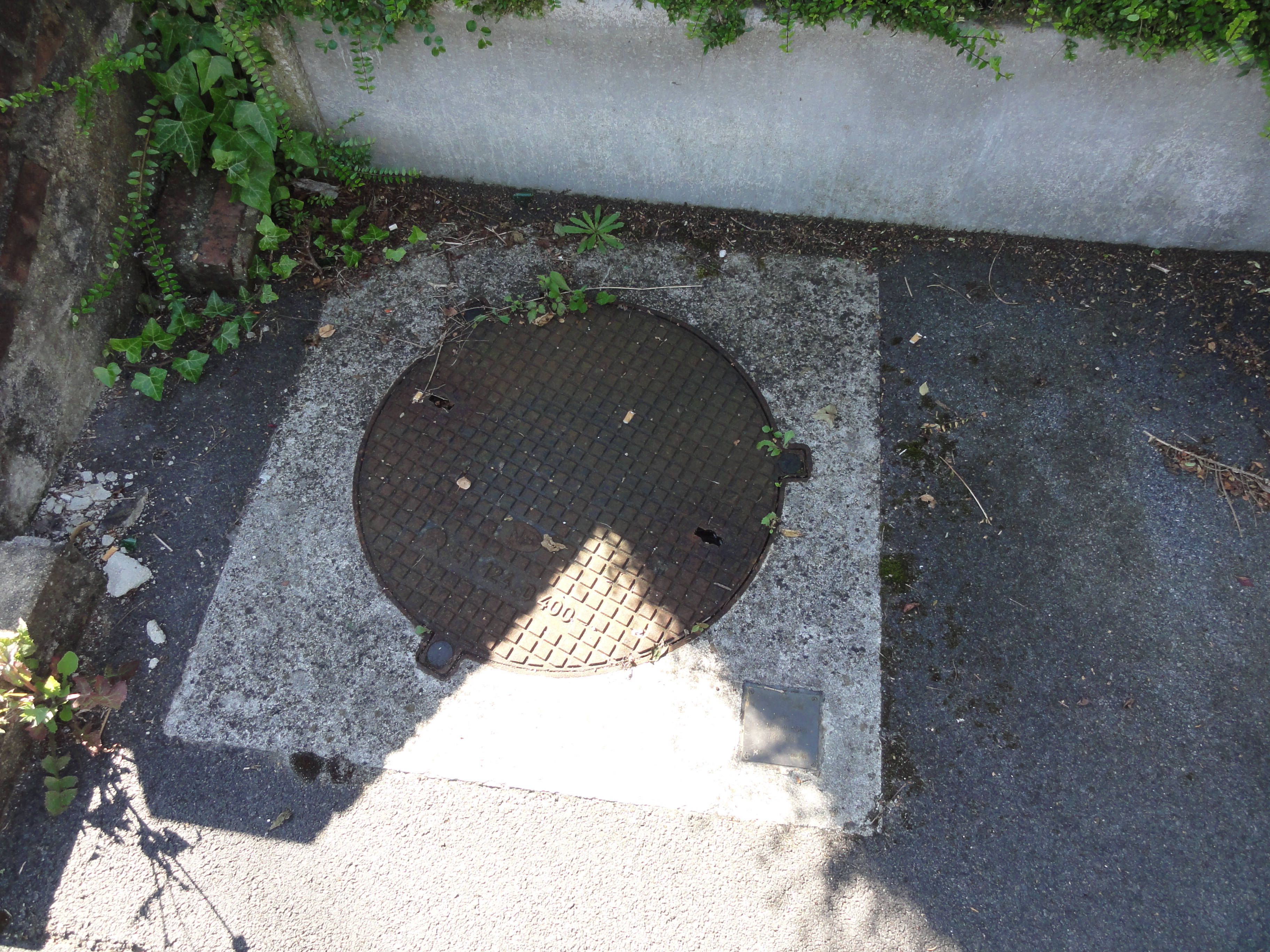
La tête de puits matérialisée Nord.
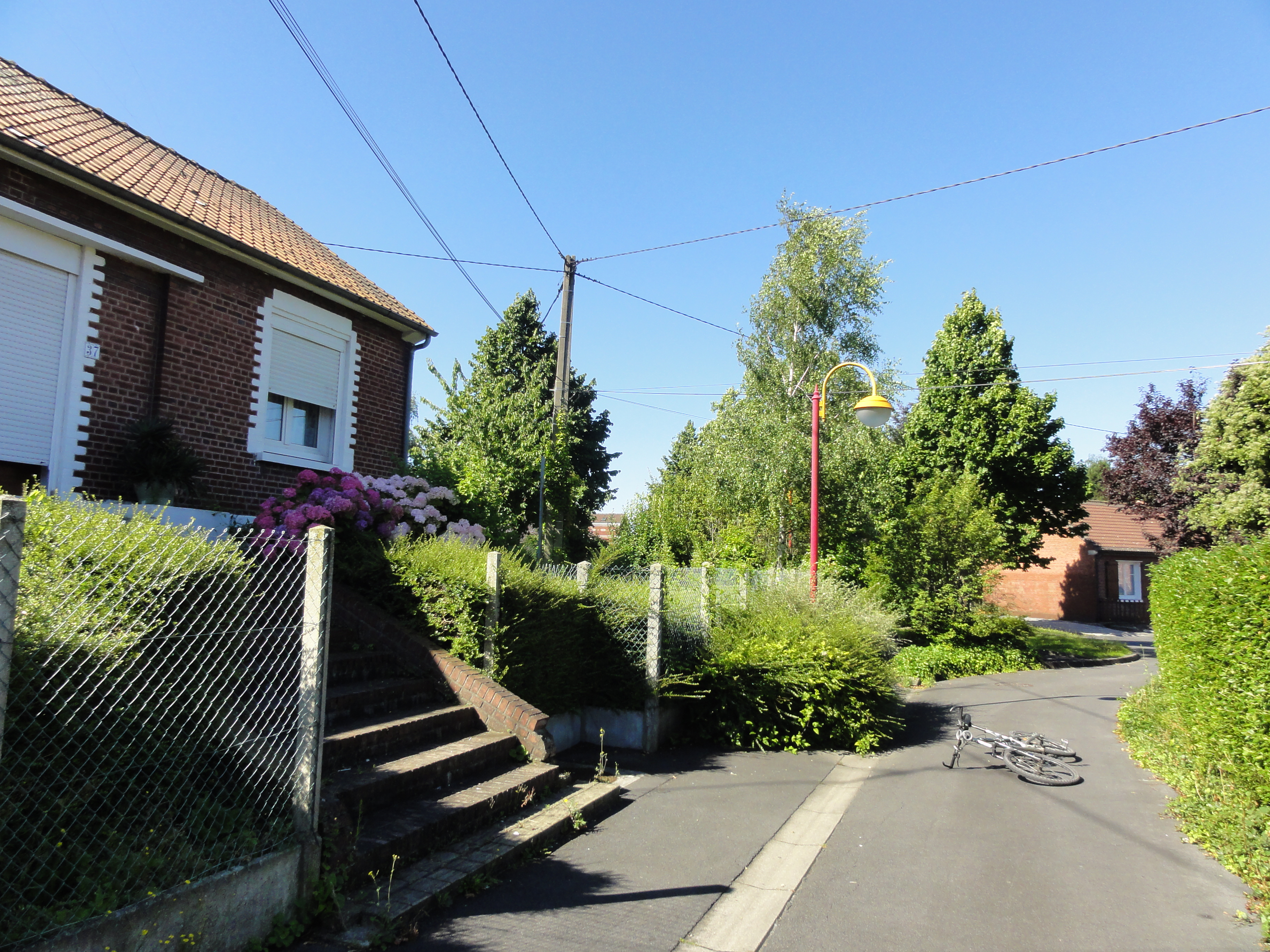
Le puits Nord dans son environnement.
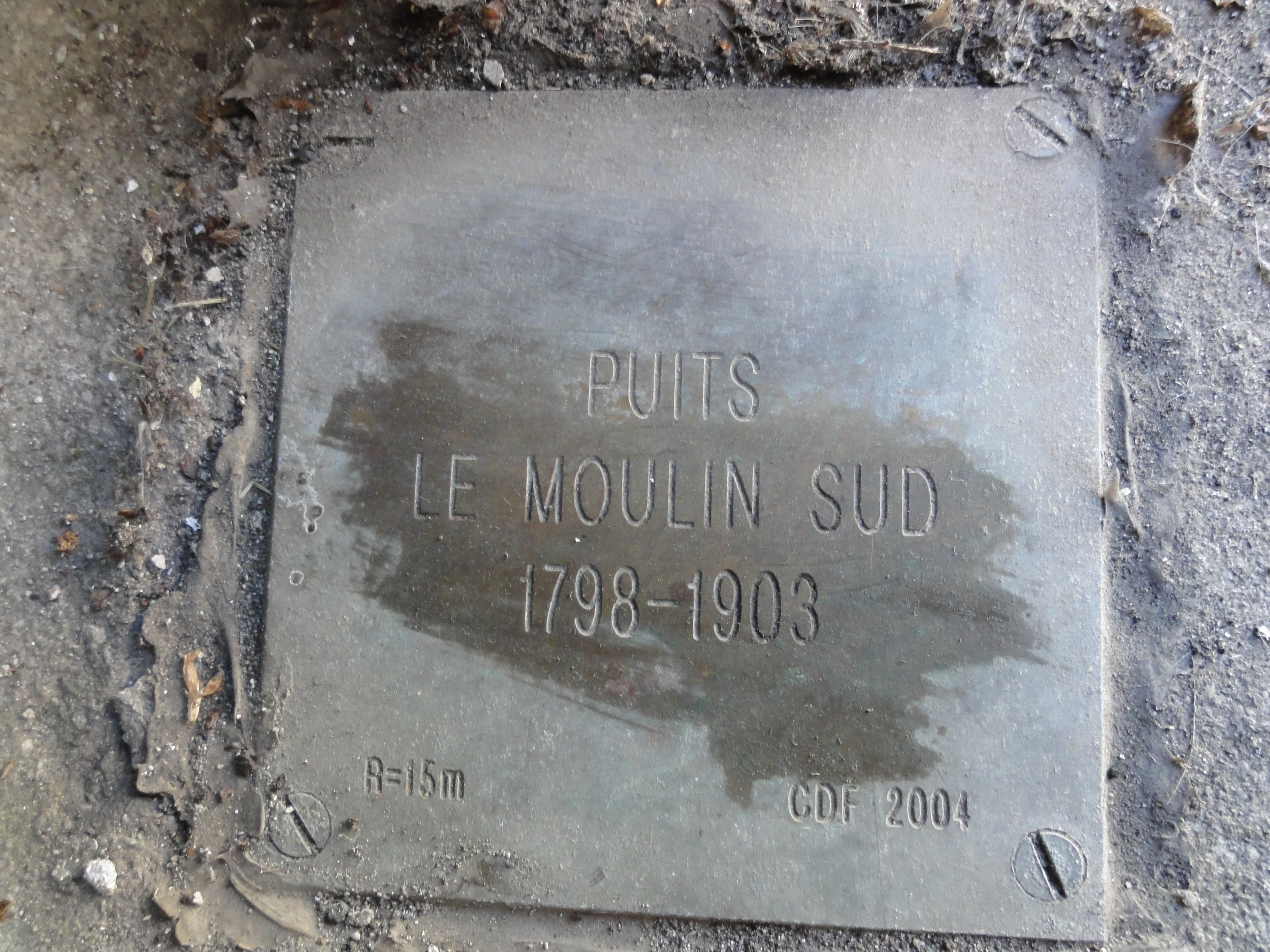
« Puits Le Moulin Sud, 1798-1905 ».
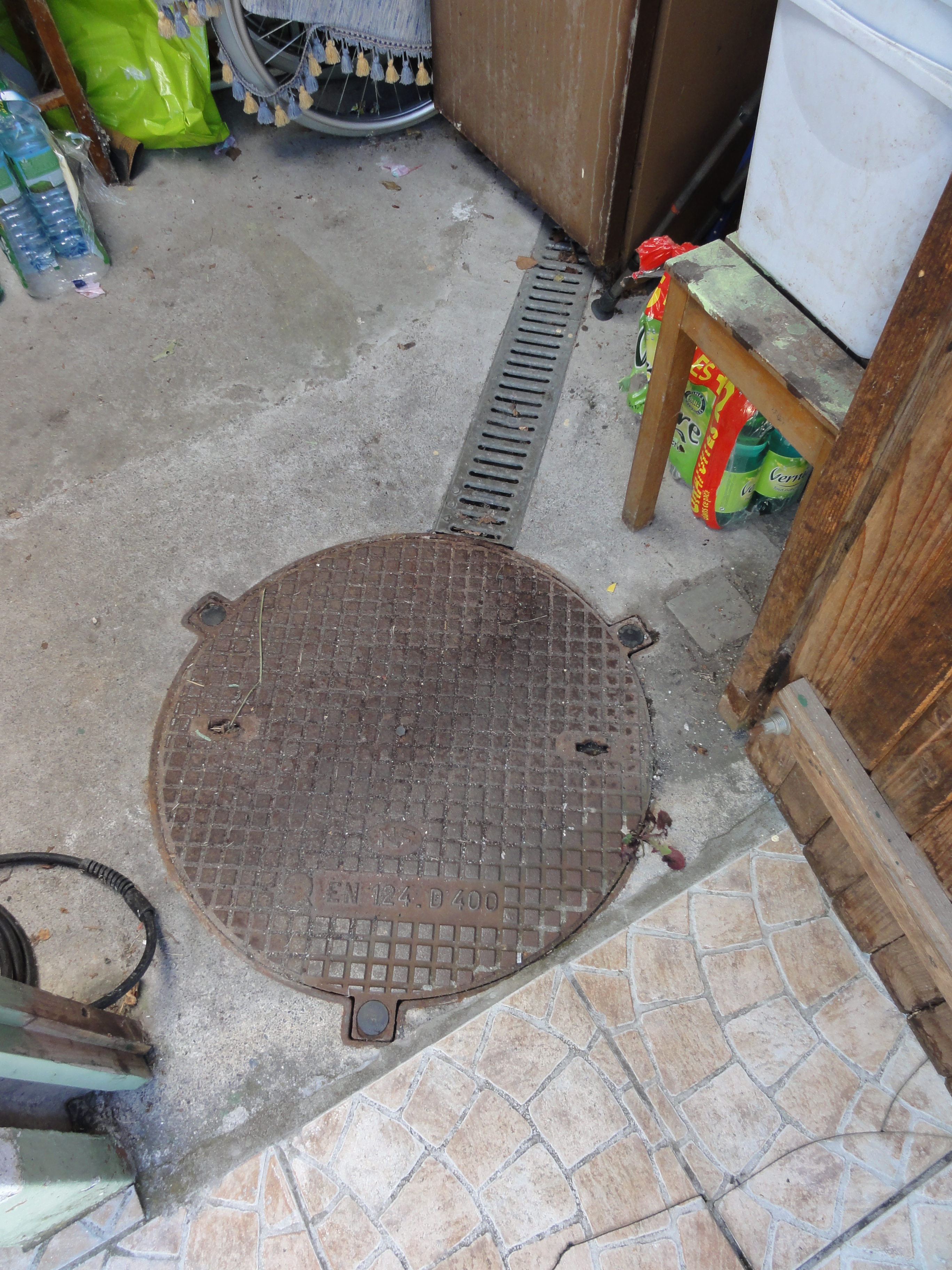
La tête de puits matérialisée Sud.
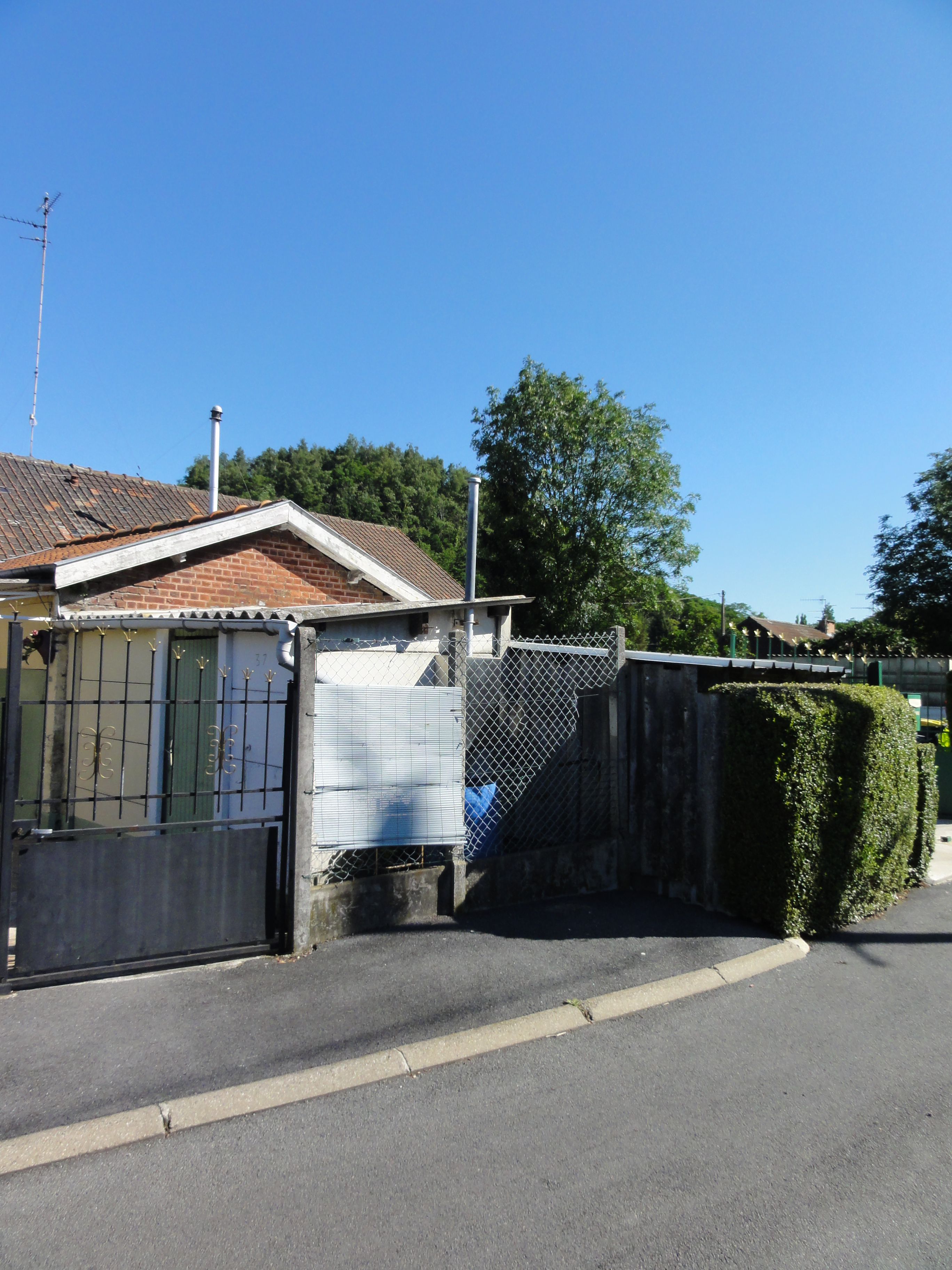
Le puits Sud dans son environnement.